# デカン酸エチル
デカン酸エチル（Ethyl decanoate）は、カプリン酸エチル（ethyl caprate）ともいう、カプリン酸とエタノールから形成されるエステル脂肪酸。特に15度を超える温度でワインを製造したときの発酵生成物として頻繁に生じる。